# كأس البرتغال 1992–93
كأس البرتغال 1992–93 (بالبرتغالية: Taça de Portugal de 1992–93‏) هو موسم من كأس البرتغال. فاز فيه .